# À l'est d'Éden
Pour les articles homonymes, voir À l'est d'Éden et East of Eden.
À l'est d'Éden (titre original : East of Eden) est un roman de John Steinbeck, lauréat du prix Nobel de littérature, publié en septembre 1952. Souvent décrit comme le roman le plus ambitieux de Steinbeck, À l'est d'Éden évoque les histoires complexes de deux familles, les Trask et les Hamilton, ainsi que leurs aventures entrelacées. Le roman était à l'origine destiné aux jeunes fils de Steinbeck, Thom et John (âgés respectivement de six ans et demi et de quatre ans et demi). Steinbeck a voulu décrire en détail la vallée de la Salinas : ses images, ses sons, ses odeurs et ses couleurs.
La famille Hamilton dans le roman serait basée sur la famille réelle de Samuel Hamilton, le grand-père maternel de Steinbeck. Le jeune John Steinbeck apparaît également brièvement dans le roman sous les traits d'un personnage mineur.
Selon sa troisième et dernière épouse, Elaine, Steinbeck considérait À l'est d'Éden comme son œuvre maîtresse, déclarant à son propos : « Le livre contient tout ce que j'ai pu apprendre sur mon métier ou ma profession au cours de toutes ces années. » Il a en outre affirmé : « Je pense que tout ce que j'ai écrit a été, dans un sens, une pratique pour ce livre. »
Le titre vient du verset biblique relatant la fuite de Caïn, après le meurtre d'Abel :

« Caïn se retira loin de devant Jéhovah, et séjourna dans le pays de Nôd, à l'est d'Éden. »

— Genèse (4;16)

## Résumé
Le roman est divisé en quatre parties. L'action se situe dans la vallée de la Salinas (Californie).

### 1repartie
Le jeune Samuel Hamilton et sa femme Liza ont quitté l'Irlande du Nord et se sont établis comme fermiers en Californie. Ils ont quatre fils : Georges, Will, Tom et Joseph (Joe), et cinq filles : Una, Lizzie, Dessie, Olive (mère du narrateur) et Mollie.
Cyrus Trask, soldat ayant été blessé à la jambe, est propriétaire d'une ferme dans le Connecticut. Il a eu un premier enfant, Adam, de sa première femme qui s'est suicidée, puis un deuxième, Charles, avec une jeune fille de fermiers prénommée Alice.
Adam et Charles vivent différents conflits qui mènent à des chicanes entre les deux frères. Adam quitte et revient dans l'armée et voyage un peu partout aux États-Unis entre leurs chicanes. De plus, c'est durant ce temps qu'Adam rencontre sa future femme, Cathy Ames connue plus tard sous les noms de Kate Trask et Kate Albey.
Cette première partie raconte la vie des deux familles jusqu'à la fin du siècle.

### 2epartie
À l'aube du XXe siècle.
A l'initiative d'Adam et contre l'avis de sa femme, le couple déménage pour la vallée de la Salinas.
La femme d'Adam accouche de jumeaux, assistée par Samuel.  Remise de son accouchement, elle quitte le domicile conjugal pour s'installer ailleurs. Lee, le serviteur chinois, aide la famille à s'occuper des deux bébés de la maison, Aaron et Caleb.

### 3epartie
C'est dans cette troisième partie qu'il y a plusieurs rencontres entre la famille d'Adam et celle de Samuel Hamilton. 

### 4epartie
C'est dans cette dernière partie qu'Adam habite avec Aaron et Caleb, non pas à la campagne, mais à Salinas, dans une maison en ville.
Caleb apprend que sa mère n'est pas morte et qu'elle réside dans la même ville.
Elia Kazan a utilisé cette partie pour son film.

## Personnages
- La famille Trask : Cyrus Trask, Mme Trask, Alice, Adam, Charles. Les jumeaux d'Adam : Caleb, Aaron.
- La famille Hamilton : Samuel Hamilton, Liza son épouse, George, Will, Tom, Joe, Lizzie, Una, Dessie, Olive, Mollie. Mary et John (le narrateur), les enfants d'Olive.
- Autres personnages :  
  - M. Edwards, proxénète, qui prostitue  Cathy Ames (Catherine Amesbury).
  - Cathy , épouse d'Adam.
  - Lee, le majordome chinois d'Adam adulte.
  - Faye, souteneuse et les prostituées : Kate, Ethel, Alice, Grâce, Trixie, Alex le cuisinier du bordel, Ralph le portier costaud. Œil-de-lait, le pianiste. Jenny et la Négresse sont d'autres prostituées indépendantes.
  - Le docteur Wilde.
  - Le shérif, son assistant Horace Quinn, et Julius Euskadi, un voisin et témoin.
  - Mathilde, jeune danoise au pair, auprès d'Olive Hamilton.
  - Anderson, époux de Una Hamilton.
  - Mamie Dempsey, épouse de George Hamilton.
  - William J. Martin, époux de Mollie Hamilton.
  - Ernest Steinbeck, époux d'Olive.
  - Deila, compagne de Will.
  - M. Lapierre, tenancier de bar de Salinas.
  - Abra Bacon, jeune fille de l'âge de Caleb et Aaron.
  - Joe Valery, employé de la maison de passes.

Nota : Ernest Steinbeck et Olive Hamilton sont la parentèle de l'auteur.

## Thèmes

### Inspiration biblique
Le livre explore les thèmes de la dépravation, de la bienfaisance, de l'amour, de la lutte pour l'acceptation, de la grandeur et de la capacité de s'autodétruire, en particulier de la culpabilité et de la liberté. Il relie ces thèmes à des références et à de nombreux parallèles avec le Livre de la Genèse (en particulier le chapitre 4 de la Genèse, l'histoire de Caïn et d'Abel).
L'inspiration de Steinbeck pour le roman provient du quatrième chapitre de la Genèse, les versets un à seize, qui raconte l'histoire de Caïn et d'Abel.
Le roman contient de multiples parallèles bibliques, dont la première lettre des prénoms des frères (C et A) :
| Livre de la Genèse, Caïn et Abel                                                  | À l'est d'Éden, Charles et Adam | À l'est d'Éden, Caleb et Aron |
| --------------------------------------------------------------------------------- | --- | --- |
| Caïn est un travailleur de la terre ; Abel est un gardien de moutons. (Gen. 4:2). | Charles est un agriculteur qui travaille avec diligence même après avoir hérité d'une fortune considérable de son père, Cyrus.                                                                  | Caleb investit dans les cultures de haricots. Aron étudie pour devenir prêtre (le prêtre est souvent comparé à un pasteur, un gardien des brebis du Seigneur). |
| Dieu rejette le don de récoltes de Caïn en faveur de l'agneau d'Abel. (Gen. 4:3). | Cyrus préfère le cadeau de son fils Adam (un chiot errant qu’il a trouvé) au cadeau de son autre fils Charles (un couteau cher et durement gagné).                                              | Adam rejette l'argent de son fils Caleb et préférerait qu'il mène une belle vie comme Aron. |
| Après le rejet de Dieu, Caïn tue Abel. (Gen. 4:8).                                | Après avoir été rejeté par leur père, Charles attaque Adam et le bat presque à mort. Charles va ensuite chercher une hache, probablement pour tuer Adam, mais ce dernier parvient à s'échapper. | Après qu'Adam a rejeté l'argent de Caleb, Caleb informe Aron du bordel de leur mère. Aron, désemparé, s'engage dans l'armée et est tué au combat. |
| Dieu a mis une marque sur Caïn pour dissuader les autres de le tuer (Gen. 4:15).  | Charles reçoit une cicatrice noire sur le front en essayant de déplacer un rocher de ses champs.                                                                                                | Caleb est décrit comme ayant une apparence plus sombre et sinistre qu’Aron. Il convient également de noter qu'Adam a dit à Caleb timshel, signifiant tu peux. Cela implique que Caleb peut vaincre sa nature perverse à cause de la marque que Dieu lui a appliquée. En lui demandant de pardonner à son fils, Lee dit également à Adam « Votre fils est marqué de culpabilité ». |
| Caïn est le seul à avoir une progéniture.                                         | Adam a deux enfants, mais Kate insinue que les enfants peuvent être de Charles. | Aron meurt à la guerre et Caleb est le seul capable d'avoir des enfants. |

Dans le roman, Adam, Samuel et Lee ont une conversation importante dans laquelle ils se rendent compte qu'étant donné qu'Abel est mort avant d’avoir des enfants, ils sont eux-mêmes les descendants de Caïn. Cependant, cela ne correspond pas au texte de la Genèse, qui indique que les hommes ne descendent ni de Caïn ni d'Abel, mais du troisième fils d'Adam et Ève, Seth.

### Individualisme
Steinbeck défend l'importance de l'individu dans la société, notamment au chapitre XIII :

« Notre espèce est la seule créatrice et elle ne dispose que d'une seule faculté créatrice : l'esprit individuel de l'homme. Deux hommes n'ont jamais rien créé. Il n'existe pas de collaboration efficace en musique, en poésie, en mathématiques, en philosophie. C'est seulement après qu'a eu lieu la création que le groupe peut l'exploiter. Le groupe n'invente jamais rien. Le bien le plus précieux de l'homme est le cerveau isolé de l'homme. »

— À l’est d’Éden, Le Livre de Poche, 1974, trad. J. C. Bonnardot, p. 155.
Cet individualisme très marqué a même un côté libertaire lorsque Steinbeck déclare, peu après dans le roman :

« Voici pour quoi je me battrai : la liberté pour l'esprit de prendre quelque direction qui lui plaise. Et voici contre quoi je me battrai : toute idée, toute religion ou tout gouvernement qui limite ou détruit la notion d'individualité. Tel je suis, telle est ma position. Je comprends pourquoi un système conçu dans un gabarit et pour le respect du gabarit se doit d'éliminer la liberté de l'esprit, car c'est elle seule qui, par l'analyse, peut détruire le système. Oui, je comprends cela et je le hais, et je me battrai pour préserver la seule chose qui nous mette au-dessus des bêtes qui ne créent pas. »

### Apparence et préjugés
Steinbeck, dans une discussion entre Samuel Hamilton et Lee, le serviteur asiatique d'Adam Trask, montre l'importance des apparences et des préjugés dans les relations interindividuelles, ainsi que la fausseté de ces relations du fait de la présence de ces préjugés. On retiendra notamment ces quelques propos de Lee, lorsqu'il explique à Samuel pourquoi il a pris l'habitude de parler pidgin (ici, un anglais haché mêlé à un fort accent asiatique), alors qu'il est né aux États-Unis et maîtrise aussi bien, voire mieux la langue anglaise que la plupart des Américains :

« C'est plus qu'une commodité. […] C'est même plus qu'une protection. Nous devons utiliser ce langage si nous voulons être compris. […] Si je me présente à un homme ou à une femme et que je leur parle comme je le fais maintenant, ils ne me comprendront pas. […] Ils s'attendent à entendre du pidgin et ils n'écouteront que cela. Si je parle anglais, ils ne m'écouteront pas, donc ils ne me comprendront pas. »

— À l’est d’Éden, Le Livre de Poche, 1974, trad. J. C. Bonnardot, p. 192.
Cette analyse de Steinbeck révèle ici encore l'écrasement de l'individu par la société. En effet, selon lui, les gens ne voient pas chaque individu dans sa personnalité, son essence même, mais uniquement au travers de préjugés liés à l'apparence ethnique ou à sa fonction. Steinbeck proteste ici pour la justice sociale, l'égalité civile et le respect de l'individu. On notera d'ailleurs que plusieurs des personnages de son roman sont très différents en apparence et en réalité : Lee, Samuel Hamilton, Cathy Trask, entre autres.

### Acculturation et perte de reconnaissance sociale
Dans la même conversation que précédemment, Samuel et Lee évoquent les différences de possibilité d'intégration sociale existant entre les Américains selon leur ethnie. Samuel est Irlandais ; Lee est d'origine chinoise, mais est né en Amérique. Samuel est cultivé, mais il n'a pas fait d'études prestigieuses ; Lee est intelligent, cultivé lui aussi et a suivi des études à l'université de Californie.
Pourtant, Lee a l'impression qu'il n'a « aucune chance de jamais passer pour un Américain ». Samuel lui rétorque qu'il le pourrait peut-être en coupant la natte qu'il porte, en s'habillant et parlant comme les Américains. Mais Lee lui répond : « Non. J'ai essayé. Pour les prétendus Blancs, j'étais toujours un Chinois, mais un Chinois qui essayait de le cacher. Et en même temps, mes amis s'éloignaient de moi. »

## Petite histoire du roman
Lorsqu’il écrivait le roman, Steinbeck a considéré alternativement plusieurs titres pour le livre, notamment La Vallée de Salinas (The Salinas Valley), titre provisoire du début ; Ma vallée (My Valley) et Dans la vallée (Down the valley), après qu'un homme d'affaires texan ait suggéré de rendre le titre plus universel ; ensuite, après avoir décidé d’incorporer l’allusion biblique directement dans le titre Le Signe de Caïn (Cain Sign). Ce n’est que lors de la transcription des 16 versets de Caïn et Abel dans le texte lui-même qu’il a choisi, avec enthousiasme, pour titre les derniers mots du dernier vers : À l'est d'Éden (East of Eden). Ce dernier vers est :

« Caïn se retira de devant l'Éternel, et séjourna dans le pays de Nôd, à l'est d'Éden. »

— Genèse (4;16)
Steinbeck a écrit à un ami après avoir terminé son manuscrit : « J’ai terminé mon livre il y a une semaine. […] C’est le travail le plus long et le plus difficile que j’ai jamais accompli. […] J’y ai mis tout ce que je voulais écrire toute ma vie. C’est « le livre ». Si ce n’est pas bon, je me suis toujours trompé. Je ne veux pas dire que je vais arrêter, mais c’est un jalon important et je me sens libéré. Cela fait, je peux faire ce que je veux. J’ai toujours eu ce livre en attente d’être écrit. »

## Réception
À sa sortie en septembre 1952, le grand public fut profondément impressionné par À l'est d'Éden et le propulsa rapidement au premier rang des best-sellers de fiction. Dans une lettre à un ami, Steinbeck a écrit : « Je reçois des volées de lettres… Les gens écrivent comme si c'était leur livre. »
Cependant, les critiques littéraires n'étaient pas aussi aimables. Le roman n’a pas été bien accueilli par les critiques, qui l’ont trouvé trop appuyé et peu convaincant, en particulier dans son utilisation d’allusions bibliques. De nombreux critiques ont trouvé le roman repoussant, mais captivant en raison de sa représentation de la violence et du sadisme sexuel. En particulier, les critiques ont trouvé le personnage de Cathy (et sa brutalité) peu crédible et choquant. D'autres ont trouvé la philosophie de Steinbeck trop forte dans le roman et ont affirmé qu'il était un moraliste. Selon les critiques, la représentation du bien et du mal par Steinbeck était à la fois hyperbolique et simplifiée à l'excès, en particulier dans le personnage de Cathy.
En plus de critiquer les thèmes principaux du roman, d'autres ont attaqué sa construction et son récit. Par exemple, les critiques étaient perplexes devant le manque d'unité dans le roman alors que Steinbeck tentait d'intégrer les récits de deux familles. Beaucoup ont trouvé la narration à la première personne distrayante, car elle apparaît de manière incohérente dans le roman. Les critiques ont également dénoncé le symbolisme comme une évidence, le récit désorganisé et les personnages irréalistes.
Ces aspects sont ce que les lecteurs ont aimé et ce qui est maintenant largement acclamé par les critiques littéraires. À l'est d'Éden est devenu un best-seller instantané en novembre 1952, un mois après sa sortie, et est maintenant considéré comme l'une des plus belles réalisations de Steinbeck. Environ 50 000 exemplaires du roman sont vendus chaque année. La popularité du roman a de nouveau explosé en 2003 après sa sélection au club de lecture d'Oprah. Le livre s'est alors hissé en deuxième place sur la liste des best-sellers, ce qui prouve qu'il reste extrêmement populaire auprès du grand public.

## Adaptations
- À l’est d’Éden (East of Eden), film américain réalisé par Elia Kazan en 1955.
- À l’est d’Éden (East of Eden), téléfilm américain en trois parties réalisé par Harvey Hart en 1981.